# Domenico Carafa della Spina di Traetto
Domenico Carafa della Spina dei duchi di Traetto (Napoli, 12 luglio 1805 – Napoli, 17 giugno 1879) è stato un cardinale e arcivescovo cattolico italiano.

## Biografia
Domenico nacque a Napoli, il 12 luglio 1805, figlio quartogenito di Francesco Carafa della Spina, III duca di Traetto, e di Paola Orsini dei duchi di Gravina. Un suo prozio, Francesco, era stato cardinale.
Dopo aver studiato al Collegio Nazareno di Roma (1817-1823), entrò nella Pontificia Accademia dei Nobili Ecclesiastici nel 1823, frequentando poi il ginnasio di Sant'Eustachio ed ottenendo il dottorato in utroque iuris il 22 luglio 1826. Diacono, prestò servizio a Roma, diventando giudice della Consulta nei supremi tribunali. Nominato vice legato a Ravenna nel 1819, divenne delegato apostolico a Spoleto nel 1823, passando poi a Rieti nel 1832 ed a Macerata dal 1834 al 1839. Divenne quindi chierico della Camera Apostolica.
Fra le sue amicizie coltivate in Curia vi era il cardinale Mastai Ferretti, il futuro Pio IX, grazie all'ordine impostogli da Gregorio XVI, divenne sacerdote il 30 maggio 1841. Venne eletto arcivescovo di Benevento il 22 luglio 1844 e consacrato l'11 agosto di quello stesso anno a Roma, per mano del cardinale Vincenzo Macchi.

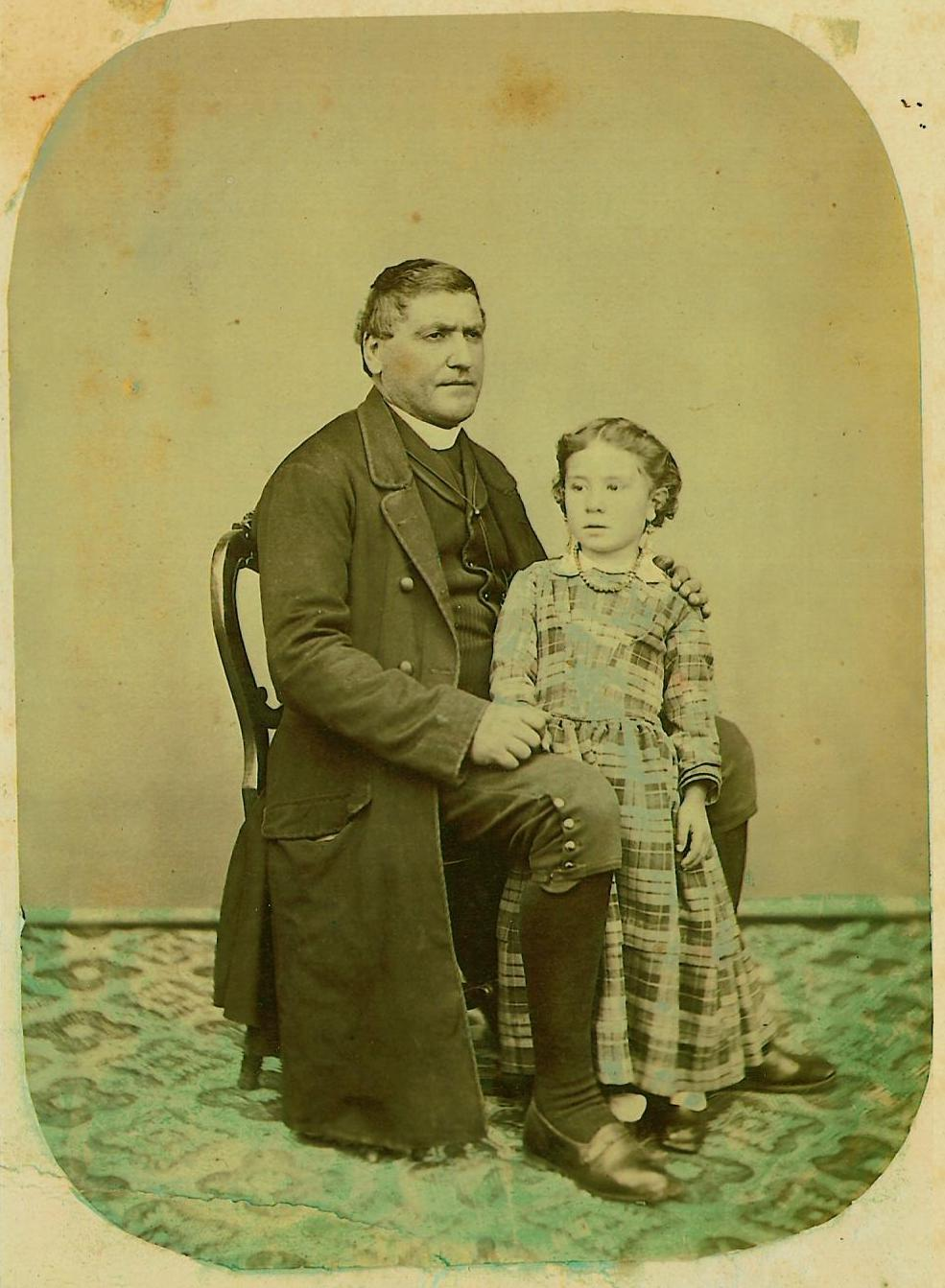
L'arciprete Francesco Saverio dei baroni Paventi di San Bonaventura (1823 - 1901), vicario foraneo del cardinale

Papa Gregorio XVI lo elevò al rango di cardinale nel concistoro del 22 luglio 1844, consegnandogli tre giorni più tardi la berretta cardinalizia ed il titolo di Santa Maria degli Angeli. Prese parte al conclave del 1846 che elesse papa Pio IX. Fu l'ultimo arcivescovo del potere temporale della Chiesa a Benevento, diretto possedimento pontificio, prima di venirne esiliato per l'annessione forzata al Regno d'Italia. Nel frattempo era divenuto Camerlengo del Sacro Collegio dei Cardinali, carica che conservò dal 1864 al 27 marzo 1865. Prese parte al Concilio Vaticano I tra il 1869 ed il 1870. Divenne Segretario dei Brevi Apostolici dal 30 gennaio 1879. Gran cancelliere degli ordini militari pontifici, prese parte al conclave del 1878 che elesse papa Leone XIII. Optò dunque per il titolo di San Lorenzo in Lucina dal 12 maggio 1879. Ebbe come segretario particolare durante questi anni il reverendo Francesco Saverio dei baroni Paventi di San Bonaventura, famiglia da secoli legata ai Carafa.
Morì a Napoli il 17 giugno 1879 all'età di 73 anni. La sua salma venne esposta alla pubblica venerazione nella cattedrale napoletana e poi sepolta temporaneamente nella cappella dell'arciconfraternita dei Bianchi dello Spirito Santo, nel nuovo cimitero della città.

## Genealogia episcopale
La genealogia episcopale è:
- Cardinale Scipione Rebiba
- Cardinale Giulio Antonio Santori
- Cardinale Girolamo Bernerio, O.P.
- Arcivescovo Galeazzo Sanvitale
- Cardinale Ludovico Ludovisi
- Cardinale Luigi Caetani
- Cardinale Ulderico Carpegna
- Cardinale Paluzzo Paluzzi Altieri degli Albertoni
- Papa Benedetto XIII
- Papa Benedetto XIV
- Papa Clemente XIII
- Cardinale Luigi Valenti Gonzaga
- Cardinale Lorenzo Litta
- Cardinale Vincenzo Macchi
- Cardinale Domenico Carafa della Spina di Traetto

## Ascendenza
|                                         |                               |                                                | Genitori                                   |  |  | Nonni |  |  | Bisnonni                                      |  |  | Trisnonni                             |  |
|                                         |                               |                                                |                                            |  |  |       |  |  | Adriano Antonio Carafa della Spina di Traetto |  |  | Adriano Carafa della Spina di Traetto |  |
|                                         |                               |                                                |                                            |  |  |       |  |  | Adriano Antonio Carafa della Spina di Traetto |  |  | Adriano Carafa della Spina di Traetto |  |
|                                         |                               | Isabella Filomarino                            |                                            |  |  |       |  |  | Adriano Antonio Carafa della Spina di Traetto |  |  |                                       |  |
| Antonio Carafa della Spina di Traetto   |                               |                                                |                                            |  |  |       |  |  | Adriano Antonio Carafa della Spina di Traetto |  |  |                                       |  |
|                                         |                               | Maria Vittoria Teresa Borghese                 | Marcantonio II Borghese                    |  |  |       |  |  |                                               |  |  |                                       |  |
|                                         |                               | Maria Vittoria Teresa Borghese                 | Marcantonio II Borghese                    |  |  |       |  |  |                                               |  |  |                                       |  |
|                                         |                               | Maria Vittoria Teresa Borghese                 | Livia Spinola                              |  |  |       |  |  |                                               |  |  |                                       |  |
| Francesco Carafa della Spina di Traetto |                               | Maria Vittoria Teresa Borghese                 |                                            |  |  |       |  |  |                                               |  |  |                                       |  |
|                                         |                               | Domenico Cattaneo della Volta                  | Baldassarre Cattaneo della Volta           |  |  |       |  |  |                                               |  |  |                                       |  |
|                                         |                               | Domenico Cattaneo della Volta                  | Baldassarre Cattaneo della Volta           |  |  |       |  |  |                                               |  |  |                                       |  |
|                                         |                               | Domenico Cattaneo della Volta                  | Isabella Caetani                           |  |  |       |  |  |                                               |  |  |                                       |  |
| Ippolita Cattaneo della Volta           |                               | Domenico Cattaneo della Volta                  |                                            |  |  |       |  |  |                                               |  |  |                                       |  |
|                                         |                               | Giulia di Capua                                | Vincenzo di Capua                          |  |  |       |  |  |                                               |  |  |                                       |  |
|                                         |                               | Giulia di Capua                                | Vincenzo di Capua                          |  |  |       |  |  |                                               |  |  |                                       |  |
|                                         |                               | Giulia di Capua                                | Ippolita Pignatelli                        |  |  |       |  |  |                                               |  |  |                                       |  |
| Domenico                                |                               | Giulia di Capua                                |                                            |  |  |       |  |  |                                               |  |  |                                       |  |
|                                         | Domenico II Orsini di Gravina | Ferdinando Bernualdo Filippo Orsini di Gravina |                                            |  |  |       |  |  |                                               |  |  |                                       |  |
|                                         | Domenico II Orsini di Gravina | Ferdinando Bernualdo Filippo Orsini di Gravina |                                            |  |  |       |  |  |                                               |  |  |                                       |  |
|                                         | Domenico II Orsini di Gravina | Giacinta Marescotti Ruspoli                    |                                            |  |  |       |  |  |                                               |  |  |                                       |  |
| Filippo Bernualdo Orsini di Gravina     | Domenico II Orsini di Gravina |                                                |                                            |  |  |       |  |  |                                               |  |  |                                       |  |
|                                         |                               | Anna Paola Flaminia Odescalchi                 | Baldassarre Odescalchi                     |  |  |       |  |  |                                               |  |  |                                       |  |
|                                         |                               | Anna Paola Flaminia Odescalchi                 | Baldassarre Odescalchi                     |  |  |       |  |  |                                               |  |  |                                       |  |
|                                         |                               | Anna Paola Flaminia Odescalchi                 | Eleonora Maddalena Borghese                |  |  |       |  |  |                                               |  |  |                                       |  |
| Paola Orsini di Gravina                 |                               | Anna Paola Flaminia Odescalchi                 |                                            |  |  |       |  |  |                                               |  |  |                                       |  |
|                                         |                               | Marino Francesco Caracciolo di Avellino        | Francesco Marino II Caracciolo di Avellino |  |  |       |  |  |                                               |  |  |                                       |  |
|                                         |                               | Marino Francesco Caracciolo di Avellino        | Francesco Marino II Caracciolo di Avellino |  |  |       |  |  |                                               |  |  |                                       |  |
|                                         |                               | Marino Francesco Caracciolo di Avellino        | Giulia d'Avalos d'Aquino d'Aragona         |  |  |       |  |  |                                               |  |  |                                       |  |
| Maria Teresa Caracciolo di Avellino     |                               | Marino Francesco Caracciolo di Avellino        |                                            |  |  |       |  |  |                                               |  |  |                                       |  |
|                                         |                               | Maria Antonia Carafa di Maddaloni              | Carlo Carafa di Maddaloni                  |  |  |       |  |  |                                               |  |  |                                       |  |
|                                         |                               | Maria Antonia Carafa di Maddaloni              | Carlo Carafa di Maddaloni                  |  |  |       |  |  |                                               |  |  |                                       |  |
|                                         |                               | Maria Antonia Carafa di Maddaloni              | Teresa Carlotta Colonna di Sonnino         |  |  |       |  |  |                                               |  |  |                                       |  |
|                                         |                               | Maria Antonia Carafa di Maddaloni              |                                            |  |  |       |  |  |                                               |  |  |                                       |  |